# Compsoctena taprobana
Compsoctena taprobana is een vlinder uit de familie van de Eriocottidae. De wetenschappelijke naam van de soort is voor het eerst geldig gepubliceerd in 1887 door Walsingham.